# 글로리아 스완슨
글로리아 스완슨(Gloria Swanson, 1899년 3월 27일 ~ 1983년 4월 4일)은 미국의 배우, 프로듀서이다. 1920년대 중반, 무성 영화계에서 가장 성공한 스타 중 한 명이였다. 이후 빌리 와일더 감독의 1950년 영화 《선셋 대로》의 노마 데스먼드 역으로 전 세계적으로 이름을 알렸다. 이 역을 통해 골든 글로브상 극영화 부문 여우주연상을 수상했으며, 아카데미 여우주연상 후보에 올랐다. 제1회 아카데미상 시상식 여우주연상 후보 중 한 명이며, 일생동안 여우주연상 후보에 3회 지명되었다.

## 출연 작품
- 새디 톰슨 (1928)
- 퀸 켈리 (1929)
- 트레스패서 (1929)
- 투나잇 오어 네버 (1931)
- 선셋 대로 (1950) - 노마 데스먼드 역